# Jessica Mauboyová
Jessica Hilda Mauboyová (* 4. srpna 1989 Darwin) je australská zpěvačka, zaměřená především na contemporary R&B a soul.

## Život
Její otec přišel do Austrálie z indonéské části Timoru a matka pochází z domorodého etnika Kuku Yalanji. Jejími pěveckými vzory byly Patsy Cline, Mariah Carey a Whitney Houston, později ji ovlivnil také Tupac Shakur. V roce 2006 byla finalistkou čtvrté řady soutěže Australian Idol a získala smlouvu s australskou pobočkou Sony Music Entertainment. V letech 2007 až 2008 byla členkou dívčí skupiny Young Divas a nahrála s ní album New Attitude. Její první sólové album Been Waiting se stalo platinovou deskou a singl „Burn“ se v lednu 2009 dostal do čela hitparády ARIA Charts.
Mauboyová získala dvakrát cenu ARIA Music Awards a list Herald Sun ji zařadil mezi sto nejlepších australských zpěváků všech dob. Zúčastnila se australských turné Beyoncé a Chrise Browna, nahrávala také s umělci jako Flo Rida, Snoop Dogg, Stan Walker, The Veronicas a Jason Derulo. Byla mezi pěticí umělců, kteří nahráli „Everyone“, oficiální píseň Letních olympijských her mládeže 2010. Mauboyová a Geoffrey Gurrumul Yunupingu vystoupili při návštěvě Baracka Obamy v Darwinu v listopadu roku 2011. Na albu Beautiful z roku 2013 se podílela také jako skladatelka. Účinkovala ve filmech Bran Nue Dae a The Sapphires a v televizním seriálu Ostré jako břitva. Natočila reklamu na Head & Shoulders a objevila se na obálce časopisu Elle. S Lee Kernaghanem nahrála píseň „Spirit of the Anzacs“, jejíž výtěžek byl použit na podporu válečných veteránů. Zpívala australskou hymnu na finále National Rugby League a vystoupila při zahajovacím ceremoniálu mistrovství světa v kriketu v Melbourne roku 2015.
Reprezentovala Austrálii na Eurovision Song Contest 2018 s písní „We Got Love“ a obsadila dvacáté místo. Byla porotkyní televizní zpěvácké soutěže The Voice. Podílela se na kampani In2Oz, která měla zlepšit kulturní výměnu mezi Austrálií a Indonésií. Zúčastnila se dobročinných akcí ve prospěch Royal Flying Doctor Service a Kids Helpline, podporuje také nadaci Indigenous Literacy Foundation zaměřenou na vzdělávání domorodých dětí.
V roce 2025 byla uvedena do Síně slávy austrálské hudby.

## Diskografie

### Alba
- 2008: Been Waiting
- 2010: Get 'Em Girls
- 2013: Beautiful
- 2019: Hilda
- 2024: Yours Forever